# Škoda A7
El Škoda A7 era un cañón antitanque de 37 mm diseñado por la factoría Škoda en Checoslovaquia antes de la Segunda Guerra Mundial.
El usuario principal del A7 fue el ejército alemán durante la Segunda Guerra Mundial, en el que fue conocido como 3,7 cm Kampfwagenkanone 38(t).
Además de la munición convencional de alto poder explosivo, el cañón disponía de dos tipos de proyectiles antitanque. El principal era el Panzergranate 39 APCBC (armor-piercing composite ballistic cap), que podía penetrar 41 mm de blindaje a 100 m y 35 a 500 m. El otro proyectil era el  Panzergranate 40 APCR (armor-piercing composite rigid) con núcleo de tungsteno. Éste era capaz de penetrar hasta 64 mm a 100 m, pero la penetración descendía notablemente a medida que se incrementaba la distancia recorrida. A partir de 1000 m era ineficaz. A pesar de su efectividad, era una munición escasa debido a la escasez de materia prima para fabricarla.
Este cañón era el armamento principal del tanque checo  LT vz.38, que pasó a ser denominado cuando entró a formar parte del inventario bélico alemán, para ser renombrado Panzerkampfwagen 38(t) el 16 de enero de 1940

## Comparativa
|                  | 100 m | 500 m | 1.000 m | 1.500 m |
| Panzergranate 39 | 41 mm | 35 mm | 29 mm   | 24 mm   |
| Panzergranate 40 | 64 mm | 34 mm |         |         |
|                  | 100 m | 500 m | 1.000 m | 1.500 m |
| Panzergranate 39 | 34 mm | 29 mm | 22 mm   | 19 mm   |